# Limay (Bataan)
Limay is een gemeente in de Filipijnse provincie Bataan op het eiland Luzon. Bij de laatste census in 2007 had de gemeente bijna 55 duizend inwoners.

## Geografie

### Bestuurlijke indeling
Limay is onderverdeeld in de volgende 12 barangays:
| - Alangan - Duale - Kitang 1 - Kitang 2 & Luz - Lamao - Landing | - Poblacion - Reformista - San Francisco de Asis - St. Francis II - Townsite - Wawa |

## Demografie
Limay had bij de census van 2007 een inwoneraantal van 54.782 mensen. Dit zijn 8.162 mensen (17,5%) meer dan bij de vorige census van 2000. De gemiddelde jaarlijkse groei komt daarmee uit op 2,25%, hetgeen hoger is dan het landelijk jaarlijks gemiddelde over deze periode (2,04%). Vergeleken met de census van 1995 is het aantal mensen met 14.690 (36,6%) toegenomen.

De bevolkingsdichtheid van Limay was ten tijde van de laatste census, met 54.782 inwoners op 103,6 km², 387 mensen per km².